# Viorica Ursuleac
Viorica Ursuleac (Txernivitsí, Ucraïna; 26 de març de 1894-Ehrwald, Àustria; 22 d'octubre de 1985) va ser una soprano romanesa, intèrpret especialitzada en Richard Strauss.

## Formació
Va néixer en una família ortodoxa grega, de tradició musical. Amb cinc anys d'edat es traslladà a Viena, on va estudiar música a l'Acadèmia Estatal, abans de treballar amb Lilli Lehmann a Berlín.

## Carrera de cant
Durant una visita a Zagreb, cantà davant l'intendent de l'òpera d'aquesta ciutat, que li oferí un contracte. Debutà el 1917 en el paper de Charlotte de Werther, de Massenet. Els anys 1923 i 1924 va cantar a l'òpera de la seva ciutat. En un concert a Bucarest va cridar l'atenció de la reina María, que l'ajudaria en la seva carrera internacional. Aquesta començà amb un contracte a la Volksoper de Viena, aconseguit gràcies al suport de Felix Weingartner.
El director, Clemens Krauss, que havia assumit la direcció de l'òpera de Frankfurt el 1924, estava buscant una soprano, però es va negar a escoltar Ursuleac pel seu cognom balcànic, ja que preferia algú d'origen germànic. Ursuleac va cantar davant d'ell amb nom fictici i Krauss en va quedar tan meravellat que la va contractar fins i tot quan en va saber la veritable identitat, i amb el temps es van casar.
Ursuleac va començar la seva carrera ascendent i va iniciar una estreta relació amb l'òpera de Dresden. Allí interpretaria el 1933 per primera vegada una de les heroïnes straussianes: Arabella. Posteriorment, cantà en l'estrena de Friedenstag (obra dedicada a la pròpia soprano i a Krauss), Capriccio, i el 1944 la Dánae de L'amor de Dánae.
Quan Ursuleac es va traslladar a Viena el 1930, va rivalitzar amb la gran soprano Lotte Lehmann, que posseïa un registre agut més limitat. Posteriorment la seva carrera va continuar a Berlín (on es va traslladar el 1935) i Munic (1937). Durant aquest període, Ursuleac va incorporar altres papers straussians, com la Mariscala, Ariadna, Crisotemis o l'emperadriu de La dona sense ombra, entre d'altres.

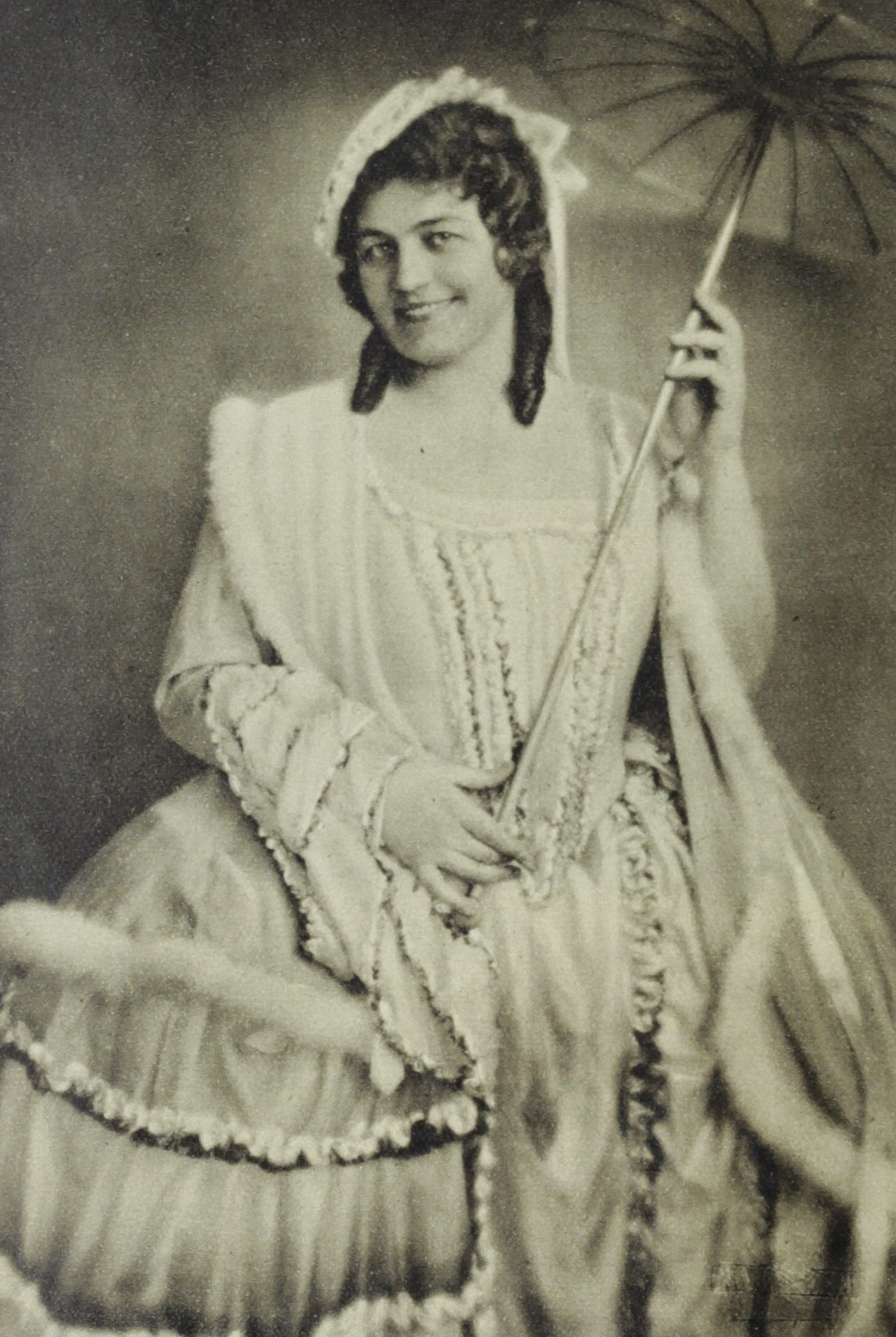
Viorica Ursuleac a Salzburg, 1932

La carrera d'Ursuleac es va desenvolupar especialment a Alemanya i Àustria, amb estranyes actuacions en altres països. La seva estrena en el Covent Garden de Londres el 1934 amb la Desdémona de l'Otello de Verdi no va ser gaire ben rebuda, però sí la seva Arabella. També va cantar a La Scala de Milà, a Roma, a Brussel·les, o al Teatre Colón de Buenos Aires el 1948 el Tristan und Isolda com a Brangania, al costat de Kirsten Flagstad, dirigides per Erich Kleiber.
Acudí habitualment al festival de Salzburg, on actuà a la dècada dels anys trenta i quaranta.

## Repertori i enregistraments
Ursuleac és reconeguda sobretot com a intèrpret de Richard Strauss, però en el seu repertori també hi havia òperes de Wolfgang Amadeus Mozart, Richard Wagner, Giuseppe Verdi i Giacomo Puccini I fins i tot de Bernhard Sekles, Ernst Křenek i Eugen D'Albert.
Intèrpret de gran temperament, amb grans dots d'actriu, necessitava el contacte del públic per a donar el millor dels seus dots. Per això els enregistraments existents són un pàl·lid reflex del seu talent. Se n'ha editat un enregistrament de L'Holandès errant, de Wagner, fragments de les òperes straussinas El cavaller de la rosa i Capriccio i diversos lieder.

## Discografia selecta
- Strauss: Ariadne auf Naxos [sense el pròleg] (Berger, Roswaenge; Clemens Krauss, 1935) [en viu]
- Strauss: Friedenstag (Hotter; Clemens Krauss, 1939) [enregistrament en viu]
- Strauss: Arabella (Krauss, 1942) [en viu]
- Strauss: Der Rosenkavalier (Kern, Milinkovič, Weber; Clemens Krauss, 1944) [en viu]
- Wagner: Der fliegende Holländer (Hans Hotter; Clemens Krauss, 1944) [en viu]
- Wagner: Tristan und Isolde (Brangäne; Flagstad, Svanholm, Hotter; Erich Kleiber, 1948) [en viu]